# Bla, bla, bla
Die Wendung bla, bla, bla steht für unwichtige Wörter. Sie kann mit verschiedenen Bedeutungen verwendet werden.

## Geschichte
Die erste Überlieferung findet sich im 13. oder 14. Jahrhundert in einer Wandmalerei der Kirche Oberzell auf der Insel Reichenau. Hier wird die angebliche Schwatzhaftigkeit von Frauen (von disen tumben wibun = von diesen tumben Frauen) gegeißelt, von denen pla pla gusprochun werde.
Laut dem Etymologischen Wörterbuch der deutschen Sprache, das diesen Beleg nicht anführt, ist die Lautmalerei „Blabla“ vor dem 14. Jahrhundert datierbar. Weiter wird auf das lateinische blatāre, übersetzt mit „plappern“, verwiesen. Der Linguist Anatoly Liberman führte dazu 1990 „blaterare, blaðra, blab, babble, blatter, blather, bla-bla, plappern, plaudern“ auf und schrieb, manche von diesen seien verwandt oder Adaptionen von „blaterare“, manche aber auch ohne Bezug entstanden. Das Oxford Advanced Learner's Dictionary gibt an, das Wort „blah“ habe sich im frühen 20. Jahrhundert ursprünglich im amerikanischen Englisch als Imitation etabliert. Die Phrase „blab blab blab“ findet sich aber schon in Büchern des 19. Jahrhunderts.
Verschiedene Linguisten und Anthropologen sahen in „bar bar bar“ für unverständliche Laute den griechischen Begriff „Barbar“, der ausländische Personen mit Schwierigkeiten in der Sprache bezeichnete. Ein Artikel spekuliert über eine Herkunft vom französischen blague, deutschen „Blech“ und schottisch und irischem blaflum, mit denen Unsinn beschrieben wird.
Während der Nachkriegszeit nahm die Verwendung von „blah, blah, blah“ in englischsprachigen Büchern zu. Von 1960 bis 2000 verfünfzigfachte sich die Häufigkeit. In deutschsprachigen Zeitungen taucht „bla bla“ seit um 1990 mit erhöhter Frequenz auf.

## Verwendung
„bla, bla, bla“ wird häufig in Alltagsgesprächen benutzt. Auch werden Beispiele aus dem Protest, insbesondere dem Klimaprotest, und der Musik genannt. Die Wendung taucht nicht nur in Liedern auf, sondern findet auch als Band- oder Produzentenfirmenname Verwendung.
Die Phrase ist scheinbar bedeutungslos, es können aber verschiedene Bedeutungen eingeteilt werden. So unterscheidet die Linguistin Rita Finkbeiner anhand der Kriterien „sequentielle Einschränkung“ (übersetzt von „sequential restriction“), „Liste“ („list“) und „polyphonisch“ („polyphonic“) folgende Klassen:
- die keine diese Kriterien erfüllende „Dummy element“-Verwendung als Platzhalter für noch auszufüllendes.[15]
- die eine Liste erweiternde („List extender“) Verwendung, bei der irrelevante Aspekte in der eigenen Aufzählung weggelassen werden.[16]
- die polyphonische, also einen Anderen (nicht) wiedergebende, Dummy-Äußerungs-Verwendung („Dummy utterance usage“). Sie ist manchmal abwertend.[17]
- die eine Liste einer Äußerung, also polyphonisch, erweiternde („Utterance list extender“) Verwendung. Diese gibt eine Aufzählung einer anderen Person wieder und kürzt sie durch Ersetzen mit „bla, bla, bla“. Die beiden von Finkbeiner dazu untersuchten Beispiele werten dabei die Aussage klar ab.[18]
- die Verwendung als direkte Antwort („Turn-initial reply usage“), kategorisiert als „sequentielle Einschränkung“. Direkt auf eine Aussage wird mit „bla, bla, bla“ geantwortet, um diese abzuwerten.[19]

Finkbeiner stellt fest, dass dem Wort keine lexikalische Bedeutung zukommt, es also kein Autosemantikum ist. Bei der Analyse der polyphonische Verwendung, anders gesagt die Benutzung zur Zitation, findet sie „bla, bla, bla“ auch in der indirekten Rede. Auf derartige Zitierungen geht auch der Philosoph Paul Saka unter der Überschrift „Blah, blah, blah: Quasi-quotation and Unquotation“ näher ein.
„bla, bla, bla“ ist nicht nur eine deutsche Wendung, sondern kommt beispielsweise auch im Englischen, Französischen, Italienischen, Polnischen, Spanischen und Schwedischen vor. Im Englischen bekam die Wendung „blah, blah, blah“ Konkurrenz von „Yada yada yada“. Für das amerikanische Englisch ergab eine Auswertung des Corpus of Contemporary American English, dass „blah“, sowohl in der gesprochenen als auch in der in Zeitungen gedruckten Sprache deutlich häufiger in der dreifachen Wiederholung „blah blah blah“ als in der zweifachen oder einfach auftritt.